# Сборная Колумбии по футболу (до 20 лет)
Сборная Колумбии по футболу до 20 лет представляет Колумбию на молодёжных соревнованиях по футболу. Максимальный возраст игроков в данной команде не должен превышать 20 лет.
Колумбийцы трижды выигрывали молодёжный чемпионат Южной Америки: в 1987, 2005 и 2013, дважды занимали второе и трижды — третье место. Команда 9 раз участвовала в финальных турнирах молодёжного чемпионата мира, однажды (2009) заняв третье место.

## Достижения
- Чемпионат Южной Америки (до 20):
  - Чемпионы (3): 1987, 2005, 2013
  - Финалисты (2): 1988, 2015
  - Бронзовые призёры (3): 1964, 1985, 1992
- Чемпионат мира (до 20):
  - Бронзовые призёры (1): 2003

## Текущий состав
Состав сборной на молодёжном чемпионате Южной Америки 2023.

### Колумбия
| №              | Имя                  | Клуб                   | Дата рождения    | Возраст | Игр     | Голов   |
| Вратари        | Вратари              | Вратари                | Вратари          | Вратари | Вратари | Вратари |
| -------------- | -------------------- | ---------------------- | ---------------- | ------- | ------- | ------- |
|                | Алексей Рохас        | Арсенал                | 28 сентября 2005 | 17 лет  | —       | —       |
|                | Луис Маркинес        | Атлетико Насьональ     | 10 апреля 2003   | 19 лет  | —       | —       |
|                | Кристиан Сантандер   | Барранкилья            | 20 августа 2003  | 19 лет  | —       | —       |
| Защитники      |                      |                        |                  |         |         |         |
|                | Хуан Хосе Мина       | Депортиво Кали         | 27 июля 2004     | 18 лет  | —       | —       |
|                | Андрес Саласар       | Атлетико Насьональ     | 15 января 2003   | 20 лет  | —       | —       |
|                | Эдиер Окампо         | Льянерос               | 3 октября 2003   | 19 лет  | —       | —       |
|                | Фернандо Альварес    | Пачука                 | 24 октября 2003  | 19 лет  | —       | —       |
|                | Хулиан Паласиос      | Энвигадо               | 7 августа 2003   | 19 лет  | —       | —       |
|                | Кевин Мантилья       | Индепендьенте Санта-Фе | 22 мая 2003      | 19 лет  | —       | —       |
|                | Даниэль Педросо      | Реал Картахена         | 19 марта 2004    | 18 лет  | —       | —       |
| Полузащитники  |                      |                        |                  |         |         |         |
|                | Даниэль Луна         | Депортиво Кали         | 7 мая 2003       | 19 лет  | —       | —       |
|                | Оскар Кортес         | Мильонариос            | 3 декабря 2003   | 19 лет  | —       | —       |
|                | Джон Велес           | Барранкилья            | 25 июля 2003     | 19 лет  | —       | —       |
|                | Густаво Пуэрта       | Богота                 | 23 июля 2003     | 19 лет  | —       | —       |
|                | Алексис Маньома      | Кортулуа               | 3 января 2003    | 20 лет  | —       | —       |
|                | Мигель Монсальве     | Индепендьенте Медельин | 27 февраля 2004  | 18 лет  | —       | —       |
|                | Йохан Торрес         | Индепендьенте Санта-Фе | 7 сентября 2004  | 18 лет  | —       | —       |
|                | Хуан Кастилья        | Хьюстон Динамо         | 27 июля 2004     | 18 лет  | —       | —       |
| Нападающие     |                      |                        |                  |         |         |         |
|                | Рикардо Карабальо    | Барранкилья            | 9 февраля 2004   | 18 лет  | —       | —       |
|                | Джон Дуран           | Астон Вилла            | 13 декабря 2003  | 19 лет  | —       | —       |
|                | Хуанда Фуэнтес       | Барселона Атлетик      | 19 мая 2003      | 19 лет  | —       | —       |
|                | Исаак Сулета         | Хетафе B               | 10 августа 2003  | 19 лет  | —       | —       |
|                | Хорхе Кабесас Уртадо | Индепендьенте Медельин | 6 сентября 2003  | 19 лет  | —       | —       |
| Главный тренер |                      |                        |                  |         |         |         |
| Флаг Колумбии  | Эктор Карденас       | Эктор Карденас         | 28 августа 1979  | 43 года |         |         |